# Susan Halford
Susan Halford (* 16. Januar 1962) ist eine britische Soziologin und Professorin an der University of Bristol. Von 2018 bis 2021 amtierte sie als Präsidentin der British Sociological Association.
Die ursprünglich als Geografin ausgebildete Halford arbeitet interdisziplinär in den
Sozial- und Ingenieurwissenschaften. Nach einem Jahrzehnt Lehre und Forschung im Bereich Web Science an der University of Southampton kam sie 2019 an die University of Bristol und wurde dort Co-Academic Lead des Bristol Digital Futures Institute.

## Schriften (Auswahl)
- Mit Pauline Leonard: Negotiating gendered identities at work. Place, space and time. Palgrave Macmillan, Basingstoke/New York 2006, ISBN 9781403941121.
- Mit Pauline Leonard: Gender, power and organisations. An introduction. Palgrave, Basingstoke/New York 2001, ISBN 0333618432.
- Herausgegeben mit Mark Exworthy: Professionals and the new managerialism in the public sector. Open University Press, Buckingham/Philadelphia 1999, ISBN 0335198201.